# Keith Adams
Keith A. Adams (Norwood, 22 de noviembre de 1979) es un exjugador estadounidense de fútbol americano que ocupaba la posición de linebacker en la Liga Nacional de Fútbol —en inglés: National Football League—. Además, jugó fútbol americano universitario en la Universidad Clemson, siendo reclutado por los Tennessee Titans en el lugar 232º de la séptima ronda del Draft de la NFL de 2001. Militó además en las filas de los Dallas Cowboys (2001–2002), Philadelphia Eagles (2002–2005), Carolina Panthers (2006) y Miami Dolphins (2006).

## Estadísticas(Defensas y Fumbles)
|         |      |        |     |     |    |    |    | Intercepciones defensivas | Intercepciones defensivas | Intercepciones defensivas | Intercepciones defensivas | Intercepciones defensivas | Fumbles | Fumbles | Fumbles | Fumbles | Fumbles | Tackles | Tackles |      |          |
| Año     | Edad | Equipo | Pos | No. | G  | GS | Sk | Int                       | Yds                       | TD                        | Lng                       | PD                        | FF      | Fmb     | FR      | Yds     | TD      | Tkl     | Ast     | Sfty | Promedio |
| ------- | ---- | ------ | --- | --- | -- | -- | -- | ------------------------- | ------------------------- | ------------------------- | ------------------------- | ------------------------- | ------- | ------- | ------- | ------- | ------- | ------- | ------- | ---- | -------- |
| 2001    | 22   | DAL    |     | 51  | 4  | 0  |    |                           |                           |                           |                           |                           |         |         |         |         |         |         |         |      | 0        |
| 2002    | 23   | 2TM    |     |     | 16 | 5  |    |                           |                           |                           |                           |                           |         |         |         |         |         | 15      | 3       |      | 4        |
| 2002    | 23   | DAL    | mlb | 53  | 6  | 5  |    |                           |                           |                           |                           |                           |         |         |         |         |         | 15      | 3       |      | 3        |
| 2002    | 23   | PHI    |     | 57  | 10 | 0  |    |                           |                           |                           |                           |                           |         |         |         |         |         |         |         |      | 1        |
| 2003    | 24   | PHI    |     | 57  | 15 | 0  |    |                           |                           |                           |                           |                           |         |         |         |         |         | 17      | 2       |      | 1        |
| 2004    | 25   | PHI    | lb  | 57  | 16 | 2  |    | 0                         | 0                         | 0                         | 0                         | 1                         | 2       | 0       | 0       | 0       | 0       | 42      | 6       |      | 3        |
| 2005    | 26   | PHI    | RLB | 57  | 16 | 16 |    | 0                         | 0                         | 0                         | 0                         | 1                         |         |         |         |         |         | 59      | 10      |      | 7        |
| 2006    | 27   | MIA    |     | 57  | 15 | 0  |    |                           |                           |                           |                           |                           | 1       | 0       | 0       | 0       | 0       | 4       | 2       |      | 1        |
| 2007    | 28   | CLE    |     | 59  | 3  | 0  |    |                           |                           |                           |                           |                           |         |         |         |         |         |         |         |      | 0        |
| Carrera |      |        |     |     | 85 | 23 |    | 0                         | 0                         | 0                         | 0                         | 2                         | 3       | 0       | 0       | 0       | 0       | 137     | 23      |      | 16       |